# San Benito (Texas)
San Benito is een plaats (city) in de Amerikaanse staat Texas, en valt bestuurlijk gezien onder Cameron County.

## Demografie
Bij de volkstelling in 2000 werd het aantal inwoners vastgesteld op 23.444.
In 2006 is het aantal inwoners door het United States Census Bureau geschat op 25.005, een stijging van 1561 (6.7%).

## Geografie
Volgens het United States Census Bureau beslaat de plaats een oppervlakte van
29,0 km², waarvan 28,5 km² land en 0,5 km² water.

## Geboren
- Freddy Fender (1937-2006), zanger

## Plaatsen in de nabije omgeving
De onderstaande figuur toont nabijgelegen plaatsen in een straal van 12 km rond San Benito.